# Всероссийский антикоррупционный диктант
Всероссийский антикоррупционный диктант — российский федеральный общественный образовательный проект. Участие в данном проекте способствует повышению осведомленности о проблеме коррупции, формированию отрицательного отношения к этому явлению и стимулирует граждан принимать активное участие в борьбе с коррупцией. Такие образовательные проекты играют значительную роль в формировании гражданского сознания и культуры, способствуют развитию гражданского общества и укреплению принципов законности и справедливости. 

## Общая информация
Ежегодное проведение диктанта приурочено к Международному дню по борьбе с коррупцией (9 декабря). Проект позволяет оценить уровень знаний граждан о коррупции и ее последствиях. Диктант состоит из 40 вопросов, на его прохождение отводится 30 минут. Включает как общие вопросы, направленные на проверку антикоррупционного законодательства, так и практические ситуации, позволяющие оценить компетентность участника в сфере противодействия коррупции. Участие в диктанте добровольное, предварительная регистрация для участия не требуется. Проект имеет социальное и общественное значение, так как способствует формированию у граждан отрицательного отношения к коррупции, активизации их гражданской позиции, а также созданию культуры противодействия коррупции в России. Проект выявляет наиболее актуальные и сложные вопросы в сфере противодействия коррупции, а также определяет направления для дальнейшего совершенствования антикоррупционного законодательства и практики его применения.
Социальное и общественное значение проекта заключается в формировании у граждан отрицательного отношения к коррупции, стимулировании их гражданской позиции и создании культуры противодействия коррупции в Российской Федерации. Данный проект выявляет наиболее актуальные и сложные аспекты в области борьбы с коррупцией, а также определяет направления для улучшения антикоррупционного законодательства и практики его применения.   
Основателем проекта, созданного в 2020 году, является кандидат юридических наук, преподаватель РАНХиГС при Президенте РФ Эльси Золаев. Основная цель проекта — предоставление гражданам возможности проверить и расширить свои знания в области противодействия коррупции.По словам автора проекта "диктант призван способствовать повышению правовой грамотности и формированию антикоррупционного правосознания". По словам Олега Корчагина, директора магистерской программы ИГСУ РАНХиГС при Президенте РФ, участники написания диктанта узнают принципиально новые для них аспекты противодействия коррупции. Юрист выразил мнение о том, что предстоящее мероприятие отличной профилактической мерой, направленной на формирование у населения антикоррупционного мировоззрения.
В рамках ежегодного диктанта участвуют граждане со всех регионов России. Данный проект  имеет два направления: основной диктант и диктант для школьников и молодежи. Основной диктант включает в себя различные категории участников, такие как государственные служащие, студенты, работники коммерческого сектора и другие. 
На примере III Всероссийского антикоррупционного диктанта можно отметить участие представителей Правительства Республики Башкортостан и Мурманской области в очном формате. Среди государственных органов особый интерес к проведению оценки знаний в области противодействия коррупции проявили Федеральная служба судебных приставов, Федеральное агентство по государственным резервам и Следственный комитет Российской Федерации, продемонстрировавшие результаты выше среднестатистических по стране. Согласно аналитическим и статистическим данным, в 2022 году, в мероприятии приняло участие более 87 тысяч человек. Рост количества граждан, принявших участие в мероприятии в 2022 году, составил 383% по сравнению с 2021 годом. Подавляющее количество вопросов было направлено на проверку знаний в области антикоррупционного законодательства, а также было предоставлено несколько ситуаций, предполагающих установление вида юридической ответственности за совершенные деяния. Согласно проведенному анализу, средний результат по стране составил 65%. Рост составил 3,3% по сравнению с 2021 годом.
IV Всероссийский антикоррупционный диктант, который проходил с 1 по 15 декабря 2023 года, собрал более 300 тысяч участников со всех регионов России. Согласно аналитическим и статистическим исследованиям, рост количества участников мероприятия по сравнению с 2022 годом составил 268%. Показатель среднего результата по стране по сравнению с 2022 годом в свою очередь также вырос на 2,64% и составил 67,64%.
На сегодняшний день контроль над исполнением антикоррупционных мер и законодательства в данной сфере недостаточно эффективен. Проект «Всероссийский антикоррупционный диктант» направлен на минимизацию недостаточного вовлечения гражданского общества в процесс противодействия коррупции. Данный проект требует регулярного совершенствования образовательных механизмов интерактивного просвещения граждан в области противодействия коррупции. 
Второй год подряд проект публикует рейтинги с оценкой уровня знаний вопросов противодействия коррупции среди государственных служащих субъектов Российской Федерации. Так, например, первое место среди субъектов России в 2022 году заняла Саратовская область, в которой государственные служащие получили в среднем 83%. Помимо качественных результатов, проект также публикует ежегодные количественные показатели по регионам.  

## Основные положения
- Всероссийский антикоррупционный диктант проводится совместно с государственными, образовательными и некоммерческими учреждениями в образовательных и просветительских целях.[13]

- Проведение данного проекта направлено на интерактивное совершенствование знаний, а также рост вовлеченности гражданского общества в процесс противодействия коррупции.[7]

- Всероссийский антикоррупционный диктант реализует положения Национальной стратегии противодействия коррупции и Национального плана противодействия коррупции на 2021-2024.[14]

## Цели и задачи
- Определить и повысить уровень грамотности гражданского общества в области противодействия коррупции
- Образовательные программы для школьников, студентов и молодежи по вопросам противодействия коррупции

- Регулярная проверка уровня знаний государственных и муниципальных служащих в области законодательства о противодействии коррупции.

- Предоставление гражданам возможности проверки своих знаний в области противодействия коррупции.

- Поддержка развития профилактических мер по противодействию коррупции в Российской Федерации.

- Формирование негативного отношения к коррупции.

- Повышение информированности населения об антикоррупционной политике и законодательстве в сфере противодействия коррупции.

## Рейтинги регионов России

#### Список регионов России по результатам оценки уровня знаний среди государственных служащих.
| Позиция | Субъект                         | Средний результат |
| ------- | ------------------------------- | ----------------- |
| 1.      | Саратовская область             | 83%               |
| 2.      | Орловская область               | 80%               |
| 3.      | Вологодская область             | 77%               |
| 4.      | Рязанская область               | 76%               |
| 5.      | Новосибирская область           | 75%               |
| 6.      | Республика Саха (Якутия)        | 74%               |
| 7.      | Москва                          | 73%               |
| 8.      | Ростовская область              | 72%               |
| 9.      | Кабардино-Балкарская Республика | 72%               |
| 10.     | Пензенская область              | 72%               |

## Условия участия
Участие в данном мероприятии является добровольным, предварительная регистрация не требуется. 

## Партнеры проекта
- ИГСУ РАНХиГС при Президенте РФ.

- Департамент региональной безопасности и противодействия коррупции города Москвы.

- Федеральная служба государственной регистрации, кадастра и картографии (Росреестр).

- Общественная палата Российский Федерации.

- Ассоциация Юристов России.

- Содружество выпускников МГЮА.[15]